# Ейфорія (фільм, 2001)
«Ейфорія» (англ. Euphoria) — гардкорний футурологічний порнофільм, знятий в 2001 році режисером Бредом Армстронгом на студії Wicked Pictures.

## Сюжет
З моменту закінчення Третьої світової війни світ пішов іншим шляхом. Все тепер було повільно й просто. За рішенням ООН паперові гроші були скасовані. Вводився єдиний електронний стандарт. В 2025 році все стало ще більш спокійним. Насильство на релігійному, політичному і сексуальному ґрунті пішло в минуле. Однак разом з позитивними зрушеннями, рівень народжуваності у США став падати. Було зафіксовано масову байдужість до сексуального життя. Людям які не сплатили фінансовий стандарт перед державою протягом 6 місяців засуджувалися до громадських робіт, іноді дуже довгих і принизливих. Єдиною демократичною країною залишилася Австралія, куди багато хто втік, так як там були збережені паперові гроші.

## Сексуальні сцени
1. Бріжіт Керков — Чі Стоун
2. Азія Каррера — Чейн Коллінз
3. Сідні Стіл — Чейн Коллінз
4. Ава Вінсент — Майк Хорнер
5. Ава Вінсент — Сідні Стіл
6. Сідні Стіл — Нік Маннінг
7. Інарі Ваш — Марк Девіс
8. Девін Лейн — Феліція

## Нагороди
- 2002 AVN Award — Best Video Feature"
- 2003 AVN Award — Best DVD"[3]